# 鳥南ジャンクション
鳥南ジャンクション（チョナムジャンクション）は大韓民国京畿道始興市にある西海岸高速道路（15号線）と首都圏第一循環高速道路（100号線）が接続するジャンクションである。

## 接続している路線

### 木浦・ソウル方面
- 西海岸高速道路（33番）

### 九里・高陽方面
- 首都圏第一循環高速道路（29番）

## 隣
西海岸高速道路
(32) 安山JCT - 西ソウル料金所 - (33) 鳥南JCT - (34) 牧甘IC
首都圏第一循環高速道路
(28-1) 道理JCT - 始興ハヌルSA - (29) 鳥南JCT - (30) 山本IC